# توكوتارو اوكون
توكوتارو اوكون (右近 徳太郎) (ولد 23 سبتمبر 1913 - 1944) هو لاعب كرة قدم ياباني، شارك في دورة الألعاب الاولمبية الصيفية عام 1936 في برلين.

## روابط خارجية
1. ↑  どのポジションもこなした“天才”右近徳太郎｜賀川サッカーライブラリー نسخة محفوظة 03 مارس 2016 على موقع واي باك مشين.
2. ↑  Tokutaro Ukon's profile at Sports Reference.com نسخة محفوظة 01 يوليو 2017 على موقع واي باك مشين.

- توكوتارو اوكون على موقع الاتحاد الدولي (مؤرشف)  (الإنجليزية)
- توكوتارو اوكون على موقع ناشيونال فوتبول تيمز (الإنجليزية)
- توكوتارو اوكون على موقع عالم كرة القدم.نت (الإنجليزية)
- توكوتارو اوكون على موقع أوليمبيديا (الإنجليزية)